# Manuel Pérez Mirete
Manuel Pérez Mirete (Alacant, 1884 - 29 de juny de 1965) fou un advocat i polític alacantí, últim president de la Diputació d'Alacant abans de la proclamació de la Segona República Espanyola.
Després d'estudiar el batxillerat a l'escola dels jesuïtes d'Oriola es va llicenciar en dret a la Universitat de València. Des del 1907 va exercir com a advocat a Alacant, on va fundar i dirigir des del 1918 el diari El Tiempo. El 1923 formà part de la direcció de la Caixa d'Estalvis d'Alacant i el 1929 fundà la seva pròpia acadèmia jurídica.
De 1909 a 1911 fou regidor de l'ajuntament d'Alacant i diputat provincial pel Partit Conservador, del que en seria cap provincial el 1915. El 1918 es va alinear amb el sector d'Antoni Maura i Montaner, però el 1921 el deixà per sumar-se al de Juan de la Cierva y Peñafiel. Va donar suport la dictadura de Primo de Rivera, sota la qual fou president de l'Associació de la Premsa d'Alacant. Quan el febrer de 1930 Primo de Rivera fou substituït per Dámaso Berenguer y Fusté fou membre de la Comissió permanent de la Diputació, que el novembre del mateix any el va nomenar president de la Diputació. Durant el seu mandat es va aprovar que la senyera del Regne de València fos la bandera provincial. Va deixar el càrrec després de la proclamació de la Segona República Espanyola l'abril de 1931.
Durant la Segona República Espanyola fou militant de l'Aliança Monàrquica fins 1932, quan ingressà a la Dreta Regional Agrària, però el 1935 es va passar al Partit Agrari. Durant la guerra civil espanyola va donar suport al bàndol revoltat, i després del conflicte fou director de l'escola de la Congregació Mariana. El 1952 fou nomenat degà del Col·legi d'Advocats d'Alacant. Té un carrer dedicat a Alacant.